# Corni d'oro di Gallehus
I corni d'oro di Gallehus (DR 12 †U) sono stati due corni costruiti in oro, uno più corto dell'altro, scoperti a Gallehus, a nord di Tønder nello Jutland meridionale, in Danimarca. Il più lungo dei due venne ritrovato nel 1639, mentre il secondo nel 1734, a 15-20 metri dal luogo della prima scoperta. Si crede che i corni vadano datati al V secolo, e vi sono raffigurate figure mitologiche di origine incerta. Il più piccolo dei due contiene un'iscrizione in proto-norreno, e per la precisione in fuþark antico.
I corni originali vennero rubati nel 1802 e fusi. Sono state prodotte alcune copie basate sulle illustrazioni degli originali, oggi in mostra presso il Museo Nazionale Danese di Copenaghen e presso il Museo Moesgaard (nei pressi di Århus, Danimarca). Dopo la ricostruzione, le copie dei corni sono state rubate (e ritrovate) due volte.

## Descrizione

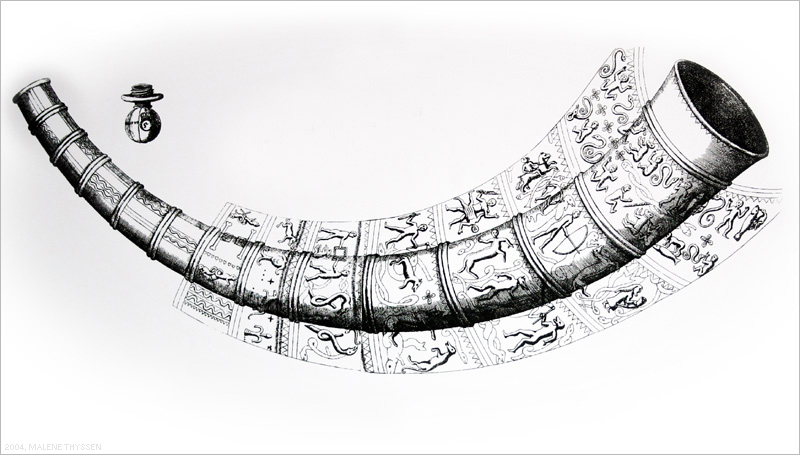
Illustrazione del primo corno (1641), creata da Ole Worm

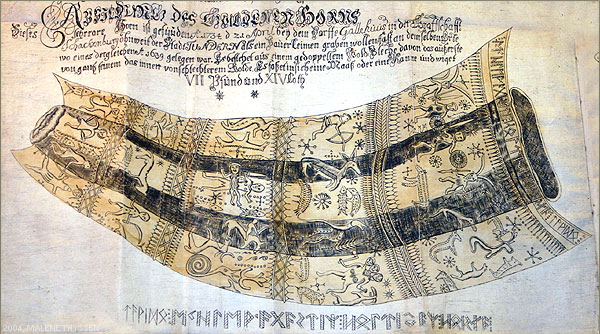
Illustrazione del secondo (più piccolo) corno e della sua iscrizione runica (1734), creata da Richard Joachim Paulli

Entrambi i corni erano fatti in oro puro e costituiti da anelli, ognuno coperto da figure saldate sugli anelli, con molte figure piccole scolpite tra quelle grandi. Queste figure rappresentano eventi della mitologia germanica non riportati da nessun'altra parte. Le illustrazioni potrebbero anche derivare dalla mitologia celtica invece che da quella germanica: le illustrazioni raffigurano un uomo con corni ed un collare, molto simile nell'aspetto al dio celtico Cernunnos (soprattutto confrontandolo col Cernunnos ritratto sul calderone di Gundestrup, anch'esso trovato in Danimarca), oltre a numerosi altri elementi iconografici quali un caprone, serpenti, un cervo ed altri animali comunemente associati a Cernunnos.
I corni dovevano essere stati un tempo della stessa lunghezza, ma un segmento della parte stretta del secondo (il più corto), mancante al momento del ritrovamento (1734), era stato già ritrovato durante un'aratura e recuperato prima del 1639. Anch'esso venne in seguito fuso e perduto. Il più grande dei due (perfettamente intatto) era lungo 75,8 cm, misurato lungo il perimetro esterno; l'apertura era larga 10,4 cm, e l'intero corno pesava 3,2 kg.

## Origine
Si ritiene che i corni siano stati forgiati dalle tribù dello Jutland, per la precisione da Cimbri e Juti, ma esistono molte teorie riguardo alla storia precisa. Corni del genere venivano probabilmente usati per bevute rituali, e quindi in seguito sacrificati alla terra o sepolti come tesoro, ma questa ipotesi non è sicura. Simili corni in legno, vetro, osso o bronzo sono stati ritrovati nella stessa zona, alcuni usati come segnalatori acustici, altri come coppe per bere.

## Scoperta

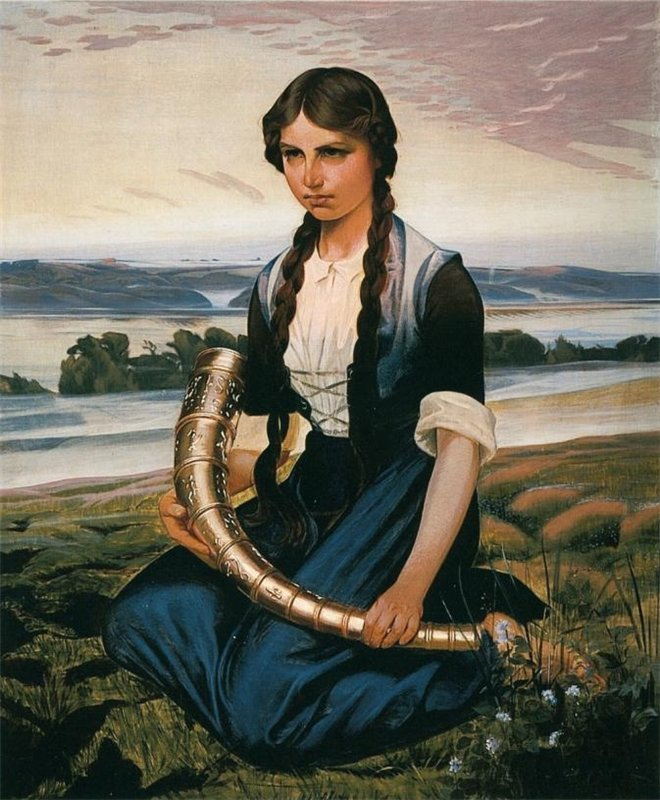
"La ragazza che trova il corno d'oro" (1906) di Harald Slott-Møller

### Primo corno
Il più lungo dei corni venne scoperto il 20 luglio 1639 da una contadina di nome Kirsten Svendsdatter, nel villaggio di Gallehus, vicino a Møgeltønder (Danimarca) dove ne vide una parte emergere dal terreno. La ragazza scrisse una lettera a re Cristiano IV di Danimarca che lo recuperò consegnandolo al principe danese (anch'esso chiamato Cristiano), che lo rimise a nuovo. L'antiquario danese Olaus Wormius (1588 - 1654) scrisse un trattato intitolato De aureo cornu nel 1641, ed il primo disegno del corno si trova su quest'opera. Nel 1678 venne descritto anche sulla comunicazione scientifica Journal de Savants.

### Secondo corno
Circa un secolo dopo, il 21 aprile 1734, l'altro (più corto e danneggiato) corno venne ritrovato da Erich Lassen non lontano dal primo. Lo diede a Schackenborg che a sua volta lo consegnò a re Cristiano VI di Danimarca ricevendo in cambio 200 Rigsdaler. A questo punto i due corni vennero conservati presso il Det kongelige Kunstkammer (Camera Reale d'Arte) a Christiansborg, l'odierno Rigsarkivet (archivio nazionale). Il secondo corno venne descritto in un trattato dall'archivista Richard Joachim Paulli nel corso dello stesso anno.

#### Iscrizione

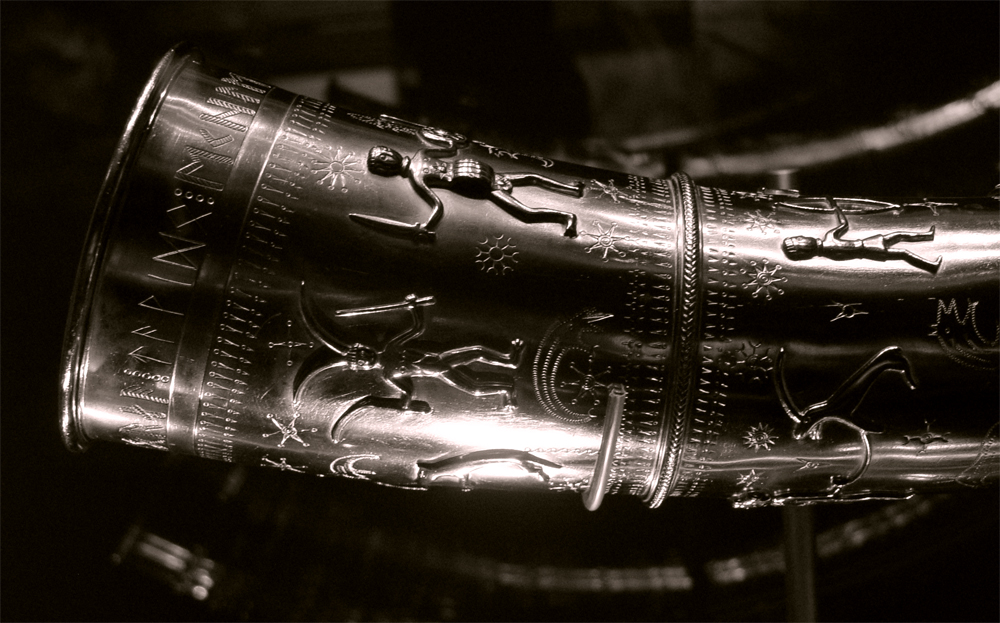
Dettaglio dell'iscrizione in Fuþark antico come riportata sulla copia del secondo corno ospitata presso il Museo Moesgaard

Il secondo corno riporta la seguente iscrizione in Fuþark antico:
 (disegno del 1734 tratto dall'originale)
ᛖᚲ ᚺᛚᛖᚹᚨᚷᚨᛊᛏᛁᛉ ᚺᛟᛚᛏᛁᛃᚨᛉ ᚺᛟᚱᚾᚨ ᛏᚨᚹᛁᛞᛟ (Unicode runico)
La traslitterazione in caratteri latini è:
Ek hlevagastiz holtijaz horna tawido
La traduzione in italiano è:
"Io, Hlewagastir di Holt, feci il corno"
Holti potrebbe essere sia un’altra persona (a cui appartiene il corno) oppure un luogo, tawido è il verbo e horna corrisponde a corno. Una delle prime cose è l’allitterazione che si trova tra i due nomi (questo fa pensare che Holti possa essere un parente) e poi con la parola horna; potrebbe essere quasi un verso germanico suddivisibile in primo semi-verso e secondo semi-verso che presenta horna come arsi principale.
Questa frase (se esaminata così come è scritta in lingua germanica) presenta il cosiddetto andamento SOV (soggetto-oggetto-verbo) che è l’emblema di antichità di una lingua, in particolare delle lingue flessive (quelle che hanno bisogno delle declinazioni, delle coniugazioni), molto vicine all’indoeuropeo.
Si individua anche un fenomeno di consonantismo che slitta dalla frase germanica anche solo all’italiano: ci si può avvicinare alle origini parlando di Ego dal latino da confrontare con Ek. Già qui si vede un primo passaggio della prima mutazione consonantica (prima legge di Grimm), che prevede il passaggio da un’occlusiva velare sonora [g] in occlusiva velare sorda [k].
La [k] viene utilizzata per la ricostruzione dell’indoeuropeo perché viene ad indicare quella che sarà la nostra (c), che può valere come velare se ha una vocale velare successiva (casa) e come palatale se invece ha una vocale palatale successiva (in ciliegia, le vocali palatali sono [i] ed [e]).
Quando la vocale palatale è secondaria, per indicare che quel suono era velare si usa /h/. Nell’iscrizione runica si parte da una [g], che è la stessa che troviamo nel Latino e la ricostruzione dell’Indo-Europeo mostra che la radice del Latino per il pronome di p.p.s. presenta la [g]: questo suono cambia. Uno dei passaggi della legge di Grimm parla proprio di questo fenomeno di desonorizzazione: [b], [d], [g] (le occlusive sonore) passano alle corrispondenti sorde [p], [t], [k].
C’è un altro passaggio di prima mutazione consonantica, quello della parola corno: cornus del Latino presenta l’occlusiva velare sorda [k]. Le occlusive velari sorde (per la prima legge di Grimm) passano a fricative sorde: da [k] dell’Indo-Europeo si passa a [h], fricativa velare sorda. Questi suoni adesso sono solo aspirati nelle lingue germaniche europee ma, in passato, avevano una consistenza fonetica e consonantica maggiore (cioè si sentiva il suono).

## Furto e distruzione

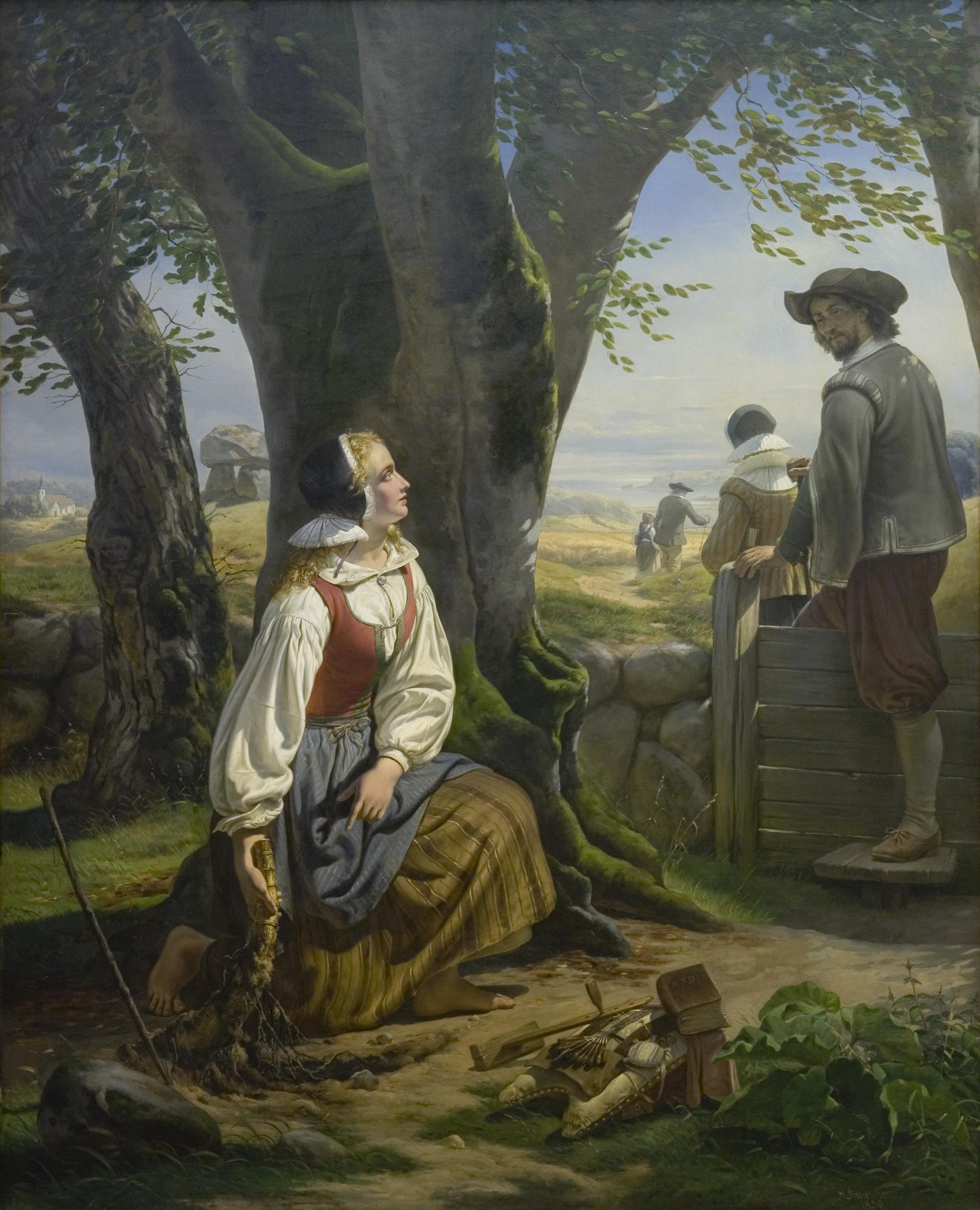
"Kirsten Svendsdatter trova il corno d'oro" (1859) di Niels Simonsen

### Corni originali
Il 4 maggio 1802 i corni vennero rubati da un orefice ed orologiaio di nome Niels Heidenreich, che entrò nel magazzino che ospitava i corni con una chiave forgiata da lui stesso. Heidenreich portò i corni a casa propria fondendoli per riciclare l'oro. Il furto venne scoperto il giorno successivo, e venne pubblicata su tutti i giornali la notizia di una taglia di 1000 rigsdaler.
Il Gran Maestro della gilda degli orefici, Andreas Holm, sospettò che Heidenreich fosse coinvolto, dato che aveva tentato di vendere ad Holm "pagode" (monete indiane con raffigurate divinità), forgiate con pessimo oro misto a ottone. Holm ed i suoi colleghi tennero d'occhio Heidenreich vedendolo gettare in un fossato le monete. Venne arrestato il 27 aprile 1803, e confessò il 30 aprile. Il 10 giugno Heidenreich venne condannato al carcere, e fu rilasciato solo nel 1840. Morì quattro anni dopo. I suoi compratori restituirono l'oro riciclato che venne trasformato in monete, e non usato per la riproduzione delle copie dei corni.
Alcuni corni in intonaco vennero creati per un cardinale di Roma, ma vennero persi in un naufragio al largo delle coste corse. Alcune copie approssimative vennero create a partire dagli schizzi. I corni conservati al museo danese sono invece copie recenti, costruite solo nel 1980.

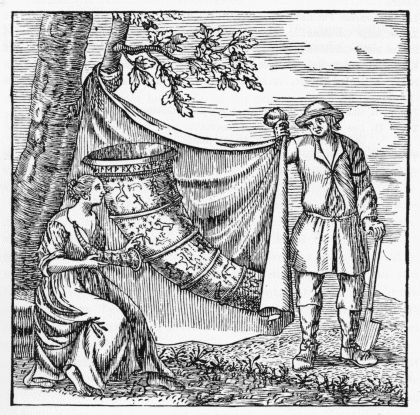
Illustrazione del 1734 trattato sul secondo corno di Richard Joachim Paulli

### Copie
Nel 1993 le copie dei corni vennero rubate dal museo Moesgaard, e ritrovate poco dopo abbandonate in una foresta nei pressi di Hasselager. Queste copie erano fatte in ottone dorato.
Il 17 settembre 2007 altre copie in argento dorato vennero rubate dal museo di Kongernes Jelling alle 4:30 del mattino, ma vennero recuperate due giorni dopo.

### Interpretazione
Willy Hartner, professore di Storia della Scienza, è uno dei molti scienziati che hanno interpretato le figure e le iscrizioni sui corni. Hartner affermò che i corni furono costruiti a causa dell'eclissi solare del 413. I corni erano oggetti magici destinati ad evitare l'imminente fine del mondo.